# 켈리 리파
켈리 리파(Kelly Ripa, 1970년 10월 2일 ~ )는 미국의 배우, 텔레비전 진행자이다. 《Live! with Kelly and Michael》을 진행한다.

## 출연 작품
- 델고 (2008)
- 플라이 미 투 더 문 (2008)
- 로빈슨 가족 (2007)
- 지미 키멜 라이브! (2003)
- 희망과 신념 (2003)
- 배트맨 - 배트우먼의 미스터리 (2003)
- 열두 명의 웬수들 (2003)
- 에드 (2000)
- 마빈의 방 (1996)